# Christoph Safferling
Christoph Safferling (* 1971 in Wasserlos) ist ein deutscher Professor für Strafrecht, Strafprozessrecht, Internationales Strafrecht und Völkerrecht an der Friedrich-Alexander-Universität Erlangen-Nürnberg. Er ist Direktor der Internationalen Akademie Nürnberger Prinzipien.

## Leben
Er studierte in München und legte dort 1996 sein erstes Staatsexamen ab. Von 1996 bis 1997 studierte er an der London School of Economics und erlangte dort den Abschluss Master of Laws. 1999 promovierte er in München und legte dort 2000 das zweite Staatsexamen ab. Von 2000 bis 2002 war er wissenschaftlicher Assistent an der Universität Hannover. Von 2002 bis 2006 war er Wissenschaftlicher Assistent an der Friedrich-Alexander-Universität Erlangen-Nürnberg. Im Juni 2006 habilitierte er in Erlangen. Im Sommersemester 2006 und Wintersemester 2006/2007 begann er als Lehrstuhlvertretung an der Philipps-Universität Marburg.
Zum 1. August 2007 übernahm er den Lehrstuhl für Strafrecht, Strafprozessrecht, Internationales Strafrecht und Völkerrecht an der Philipps-Universität Marburg. Von November 2008 bis März 2015 gehörte er dem Direktorium des Forschungs- und Dokumentationszentrums Kriegsverbrecherprozesse an der Universität Marburg an. Weiterhin ist er Mitherausgeber des German Law Journal (Bereich Strafrecht). Er ist Berater des OLG Nürnberg in Fragen „Nürnberger Prozesse“, Mitglied des Beirats der Museen der Stadt Nürnberg für die Errichtung des Memoriums Nürnberger Prozesse und Mitglied des Arbeitskreises Völkerstrafrecht.
2005 wurde er zum Whitney R. Harris International Law Scholar des Robert H. Jackson Center in Jamestown, N.Y., USA, ernannt. 2006 wurde er mit dem Preis für gute Lehre durch den Bayerischen Wissenschaftsminister ausgezeichnet. Für seine Habilitationsschrift Vorsatz und Schuld erhielt er 2006 den Konrad-Hellwig-Preis. Im Jahr 2016 erhielt er vom damaligen Staatsminister der Justiz Winfried Bausback die Medaille für Verdienste um die Bayerische Justiz.

## Wissenschaftliche Tätigkeit
Bei seinen Forschungen befasst sich Safferling besonders mit dem Völkerstrafrecht und der juristischen Aufarbeitung von Kriegsverbrechen.
Safferling wurde zusammen mit dem Historiker Manfred Görtemaker vom Bundesjustizminister mit der Untersuchung der „Kontinuität des nationalsozialistischen Deutschlands in das Regierungshandeln des Bundesministeriums der Justiz in der Nachkriegszeit der fünfziger und sechziger Jahre“ beauftragt. Der Abschlussbericht wurde 2016 veröffentlicht.
Im April 2014 wurde Christoph Safferling zum nichtrichterlichen Mitglied des Staatsgerichtshofs des Landes Hessen gewählt. Da er seinen Hauptwohnsitz jedoch außerhalb Hessens hat, wurde die Wahl im September für ungültig erklärt.
Zum 1. April 2015 nahm er einen Ruf der Friedrich-Alexander-Universität Erlangen-Nürnberg an.
Im Jahr 2018 wurde er gemeinsam mit dem Bonner Historiker Friedrich Kießling vom damaligen Generalbundesanwalt Peter Frank mit der Erforschung der Geschichte der Bundesanwaltschaft beauftragt. Der Abschlussbericht, der 2021 veröffentlicht wurde, führte dazu, dass der Beginn der sog. Spiegel-Affäre im Jahr 1962 neu interpretiert werden musste.
Seit Februar 2023 leitet er außerdem die Internationale Akademie Nürnberger Prinzipien.
Seit April 2023 ist Safferling Sprecher der Steuerungsgruppe zur Errichtung eines Erinnerungs- und Zukunftsortes in der ehemaligen Heil- und Pflegeanstalt in Erlangen zum Gedenken an die dort praktizierte NS-"Euthanasie".
Im März 2024 veröffentlichte er gemeinsam mit Friedrich Kießling zum 75. Jahrestag der Verabschiedung des Grundgesetzes unter dem Titel „Der Streitfall. Wie die Demokratie nach Deutschland kam und wie wir sie neu beleben müssen“, ein Buch über den Zustand der Demokratie in Deutschland.

## Schriften
- Vorsatz und Schuld: subjektive Täterelemente im deutschen und englischen Strafrecht, Tübingen: Mohr Siebeck, 2008
- Towards an international criminal procedure: how to reconcile continental and Anglo-American criminal procedure in an international procedural order from a human rights perspective, München, 1999
- Manfred Görtemaker, Christoph Safferling (Hg.): Die Rosenburg. Das Bundesministerium der Justiz und die NS-Vergangenheit – eine Bestandsaufnahme. Vandenhoeck & Ruprecht, Göttingen 2016 ISBN 978-3-525-30046-6
- mit Manfred Görtemaker: Die Akte Rosenburg, Das Bundesministerium der Justiz und die NS-Zeit, C.H. Beck, München 2016, ISBN 978-3-406-69768-5.
- Der zwangsläufige Gang eines anständigen Menschen, NJW 2017, 2007
- mit Friedrich Kießling: Staatsschutz im Kalten Krieg. Die Bundesanwaltschaft zwischen NS-Vergangenheit, Spiegel-Affäre und RAF. dtv, München 2021, ISBN 978-3-423-28264-2.[11]
- mit Friedrich Kießling: Der Streitfall. Wie die Demokratie nach Deutschland kam und wie wir sie neu beleben müssen. dtv, München 2024, ISBN 978-3-423-44425-5.[12]